# Donato da Formello
Donato da Formello (v. 1550 - v. 1580) est un peintre et sculpteur italien de la Renaissance qui travailla sous les ordres de Giorgio Vasari au Vatican, à Rome, et à Florence.

## Biographie

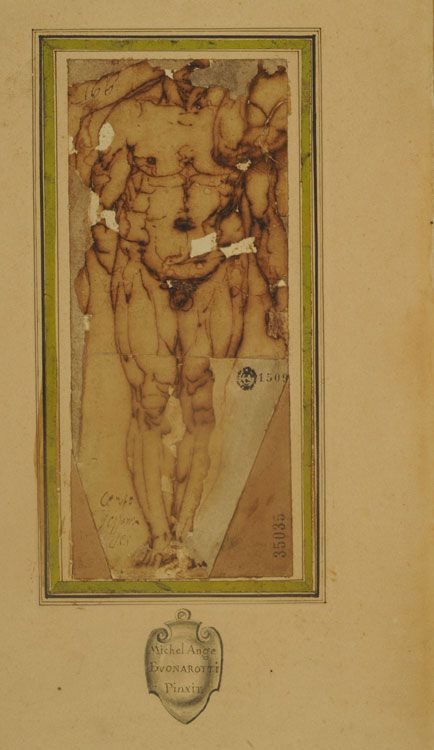
Étude pour un Hercule, plume et encre brune sur papier (entre 1373 à 1385, musée national des Beaux-Arts d'Argentine).